# Laurentius Nicolai Vinnerstadius
Laurentius Nicolai Vinnerstadius, född 1603 i Vinnerstads församling, Östergötland, död 28 januari 1675 i Varvs socken, Östergötlands län, var en svensk präst.

## Biografi
Laurentius Nicolai Vinnerstadius föddes 1603 i Vinnerstads socken. Han studerade vid gymnasiet och prästvigdes 19 februari 1625 till komminister i Ödeshögs församling. Vinnerstadius blev 1641 komminister i Ekeby församling och 1654 kyrkoherde i Varvs församling. Han avled 28 januari 1675 i Varvs socken och begravdes 25 mars.

### Familj
Vinnerstadius gifte sig första gången med Brita Svensdotter (död 1667). De fick tillsammans barnen kyrkoherden Nicolaus Collinus (1634–1682) i Rogslösa församling, Brita Collin som var gift med kyrkoherden Andreas Ausenius i Varvs församling och kyrkoherden Israel Kihlman i Varvs församling, Ingrid Collin som var gift med komministern P. Bornaeus i Motala församling och komministern N. Arnelius i Ekebyborna församling och komministern Petrus Collin i Törnevalla församling. Barnen tog efternamnet Collin. Vinnerstadius gifte om sig efter Brita Svensdotters död med Brita Nilsdotter (1639–1709).